# I GO WILD
「I GO WILD」 （アイ ゴー ワイルド）は、日本のロックバンド、TRICERATOPSの26枚目のシングル。2009年10月7日 、tearbridge recordsよりリリース。 

## 内容
- 表題曲は、TBS系『アナCAN』エンディング・テーマ。
- 「メスをゲットするために本能で戦う動物の象徴」として、ジャケットには鹿が出ている[1]。

## 収録曲

### CD
1. I GO WILD　(3:30)
（作詞・作曲：和田唱　編曲：TRICERATOPS）
2. @“MADE IN LOVE”RAM RIDER EXTENDED REMIX(LOONY’S ANTHEM～FUTURE FOLDER～FOREVER)　(13:35)
（作詞・作曲：和田唱　編曲：TRICERATOPS）

### 初回特典DVD
1. 完全密着@WILD SUMMER TOUR 2009.8.20
2. トライセラTV〜WE ARE ONE!!!〜 第1回-第4回